# Vangelis Pavlidis
Vangelis Pavlidis (en griego: Βαγγέλης Παυλίδης; Salónica, 21 de noviembre de 1998) es un futbolista griego que juega en la demarcación de delantero para el S. L. Benfica de la Primeira Liga.

## Selección nacional
Tras jugar con la selección sub-17 de Grecia, la sub-19, la sub-20 y con la sub-21, finalmente hizo su debut con la selección absoluta el 5 de septiembre de 2019 en un partido de la clasificación para la Eurocopa 2020 contra Finlandia. El partido acabó con un resultado de 1-0 a favor del combinado finés tras el gol de Teemu Pukki.

### Goles internacionales
| # | Fecha                   | Estadio                                    | Oponente             | Gol | Resultado | Competición                         |
| - | ----------------------- | ------------------------------------------ | -------------------- | --- | --------- | ----------------------------------- |
| 1 | 15 de octubre de 2019   | Estadio Olímpico de Atenas, Atenas, Grecia | Bosnia y Herzegovina | 1-0 | 2-1       | Clasificación para la Eurocopa 2020 |
| 2 | 28 de marzo de 2021     | Estadio La Tumba, Salónica, Grecia         | Honduras             | 1-0 | 2-1       | Amistoso                            |
| 3 | 28 de marzo de 2021     | Estadio La Tumba, Salónica, Grecia         | Honduras             | 2-1 | 2-1       | Amistoso                            |
| 4 | 1 de septiembre de 2021 | St. Jakob Park, Basilea, Suiza             | Suiza                | 1-1 | 2-1       | Amistoso                            |
| 5 | 8 de septiembre de 2021 | Estadio Olímpico de Atenas, Atenas, Grecia | Suecia               | 2-0 | 2-1       | Clasificación para el Mundial 2022  |
| 6 | 9 de junio de 2022      | Estadio Panthessaliko, Volos, Grecia       | Chipre               | 2-0 | 3-0       | Liga de Naciones de la UEFA 2022-23 |
| 7 | 10 de octubre de 2024   | Estadio de Wembley, Londres, Inglaterra    | Inglaterra           | 0-1 | 1-2       | Liga de Naciones de la UEFA 2024-25 |
| 8 | 10 de octubre de 2024   | Estadio de Wembley, Londres, Inglaterra    | Inglaterra           | 1-2 | 1-2       | Liga de Naciones de la UEFA 2024-25 |
| 9 | 7 de junio de 2025      | Estadio Pankritio, Heraklion, Grecia       | Eslovaquia           | 2-1 | 4-1       | Amistoso                            |

## Estadísticas

### Clubes
Actualizado al último partido disputado el 16 de agosto de 2025.
| Club                            | Div.          | Temporada     | Liga  | Liga  | Copas nacionales | Copas nacionales | Copas internacionales | Copas internacionales | Total | Total |
| Club                            | Div.          | Temporada     | Part. | Goles | Part.            | Goles            | Part.                 | Goles                 | Part. | Goles |
| ------------------------------- | ------------- | ------------- | ----- | ----- | ---------------- | ---------------- | --------------------- | --------------------- | ----- | ----- |
| VfL Bochum · Alemania           | 2.ª           | 2015-16       | 1     | 0     | 0                | 0                | ―                     | ―                     | 1     | 0     |
| VfL Bochum · Alemania           | 2.ª           | 2016-17       | 3     | 0     | 0                | 0                | ―                     | ―                     | 3     | 0     |
| VfL Bochum · Alemania           | Total club    | Total club    | 4     | 0     | 0                | 0                | 0                     | 0                     | 4     | 0     |
| Borussia Dortmund II · Alemania | 4.ª           | 2017-18       | 17    | 4     | ―                | ―                | ―                     | ―                     | 17    | 4     |
| Borussia Dortmund II · Alemania | 4.ª           | 2018-19       | 15    | 2     | ―                | ―                | ―                     | ―                     | 15    | 2     |
| Borussia Dortmund II · Alemania | Total club    | Total club    | 32    | 6     | 0                | 0                | 0                     | 0                     | 32    | 6     |
| Willem II · Países Bajos        | 1.ª           | 2018-19       | 14    | 5     | 3                | 1                | ―                     | ―                     | 17    | 6     |
| Willem II · Países Bajos        | 1.ª           | 2019-20       | 25    | 11    | 3                | 2                | ―                     | ―                     | 28    | 13    |
| Willem II · Países Bajos        | 1.ª           | 2020-21       | 34    | 12    | 1                | 0                | 2                     | 2                     | 37    | 14    |
| Willem II · Países Bajos        | Total club    | Total club    | 73    | 28    | 7                | 3                | 2                     | 2                     | 82    | 33    |
| AZ Alkmaar · Países Bajos       | 1.ª           | 2021-22       | 33    | 16    | 8                | 5                | 10                    | 4                     | 51    | 25    |
| AZ Alkmaar · Países Bajos       | 1.ª           | 2022-23       | 25    | 12    | 2                | 1                | 13                    | 9                     | 40    | 22    |
| AZ Alkmaar · Países Bajos       | 1.ª           | 2023-24       | 34    | 29    | 2                | 1                | 10                    | 3                     | 46    | 33    |
| AZ Alkmaar · Países Bajos       | Total club    | Total club    | 92    | 57    | 12               | 7                | 33                    | 16                    | 137   | 80    |
| S. L. Benfica Portugal          | 1.ª           | 2024-25       | 34    | 19    | 7                | 3                | 16                    | 8                     | 57    | 30    |
| S. L. Benfica Portugal          | 1.ª           | 2025-26       | 1     | 1     | 1                | 1                | 2                     | 0                     | 4     | 2     |
| S. L. Benfica Portugal          | Total club    | Total club    | 35    | 20    | 8                | 4                | 18                    | 8                     | 61    | 32    |
| Total carrera                   | Total carrera | Total carrera | 236   | 111   | 27               | 14               | 53                    | 26                    | 316   | 151   |
| 1. 2.                           |               |               |       |       |                  |                  |                       |                       |       |       |

### Tripletes
| 1 | 28 de enero de 2023   | AFAS Stadion, Alkmaar  | AZ Alkmaar - F. C. Utrecht      |  | 5 - 5 | Eredivisie 2022-23                   |
| 2 | 21 de octubre de 2023 | AFAS Stadion, Alkmaar  | AZ Alkmaar - SC Heerenveen      |  | 3 - 0 | Eredivisie 2023-24                   |
| 3 | 21 de enero de 2025   | Estádio da Luz, Lisboa | S. L. Benfica - F. C. Barcelona |  | 4 - 5 | Liga de Campeones de la UEFA 2024-25 |

## Palmarés

### Títulos nacionales
| Título                      | Club          | País     | Año  |
| --------------------------- | ------------- | -------- | ---- |
| Copa de la Liga de Portugal | S. L. Benfica | Portugal | 2025 |
| Supercopa de Portugal       | S. L. Benfica | Portugal | 2025 |

### Distinciones individuales
| Distinción                       | Año  |
| -------------------------------- | ---- |
| Máximo goleador de la Eredivisie | 2024 |